# 竹中穣
竹中 穣（たけなか みのる、1976年11月19日 - ）は、広島県出身の元サッカー選手、サッカー指導者。現在はJリーグ・大分トリニータの監督を務める。

## 来歴
帝京大学卒業後、リトアニアのFKアトランタスでプロ選手となる。アトランタスではリーグ戦通算58試合に出場して7得点を挙げた。2001年と2002年にはUEFAカップ予選にも3試合出場している。
2003年6月にJ2・横浜FCに加入したが、2試合の出場にとどまった。2013シーズン限りで契約満了に伴い退団。
2004年からはFC町田ゼルビアにてコーチ兼選手を務め、町田が日本フットボールリーグ（JFL）に昇格した2009年からは、現役選手としては東京都社会人リーグ3部に所属するセカンドチーム・FC町田ゼルビア・ツヴァイテに登録されつつ、トップチームのコーチを引き続き務めている。
2017年7月、JFA 公認S級コーチ認定を受けた。
2024年より大分トリニータのヘッドコーチに就任。2025年8月、前監督の契約解除に伴い、監督就任が発表された。

## 所属クラブ
- 小川FC
- つくし野SC
- 日本学園高等学校
- 帝京大学
- 2000年8月 - 2003年3月  FKアトランタス[1]
- 2003年6月 - 同年12月  横浜FC [1]
- 2004年 - 2008年  FC町田ゼルビア （コーチ兼任）
  - 2009年  FC町田ゼルビア・ツヴァイテ（トップチームのコーチ兼任）

## 個人成績
| 国内大会個人成績 | 国内大会個人成績 | 国内大会個人成績 | 国内大会個人成績 | 国内大会個人成績                         | 国内大会個人成績 | 国内大会個人成績 | 国内大会個人成績 | 国内大会個人成績 | 国内大会個人成績 | 国内大会個人成績 | 国内大会個人成績 |
| 年度             | クラブ           | 背番号           | リーグ           | リーグ戦                                 | リーグ戦         | リーグ杯         | リーグ杯         | オープン杯       | オープン杯       | 期間通算         | 期間通算         |
| 年度             | クラブ           | 背番号           | リーグ           | 出場                                     | 得点             | 出場             | 得点             | 出場             | 得点             | 出場             | 得点             |
| 日本             | 日本             | 日本             | 日本             | リーグ戦                                 | リーグ戦         | リーグ杯         | リーグ杯         | 天皇杯           | 天皇杯           | 期間通算         | 期間通算         |
| ---------------- | ---------------- | ---------------- | ---------------- | ---------------------------------------- | ---------------- | ---------------- | ---------------- | ---------------- | ---------------- | ---------------- | ---------------- |
| 2003             | 横浜FC           | 28               | J2               | 2                                        | 0                | -                | -                | 0                | 0                | 2                | 0                |
| 2004             | 町田             |                  | 東京都1部        |                                          |                  | -                | -                | -                | -                |                  |                  |
| 2005             | 町田             | 28               | 東京都1部        | 12                                       | 9                | -                | -                | -                | -                | 12               | 9                |
| 2006             | 町田             | 9                | 関東2部          | 13                                       | 7                | -                | -                | -                | -                | 13               | 7                |
| 2007             | 町田             | 9                | 関東1部          | 7                                        | 3                | -                | -                | -                | -                | 7                | 3                |
| 2008             | 町田             | 9                | 関東1部          | 1                                        | 1                | -                | -                | -                | -                | 1                | 1                |
| 通算             | 日本             | 日本             | J2               | 2                                        | 0                | 0                | 0                | 0                | 0                | 2                | 0                |
| 通算             | 日本             | 日本             | 関東1部          | 8                                        | 4                | -                | -                | 0                | 0                | 8                | 4                |
| 通算             | 日本             | 日本             | 関東2部          | 13                                       | 7                | -                | -                | 0                | 0                | 13               | 7                |
| 通算             | 日本             | 日本             | 東京都1部        | \|\|\|\|colspan="2"\|-\|\|0\|\|0\|\|\|\| |                  |                  |                  |                  |                  |                  |                  |
| 総通算           | 総通算           | 総通算           | 総通算           | \|\|\|\|\|\|\|\|\|\|\|\|\|\|             |                  |                  |                  |                  |                  |                  |                  |

## タイトル
FKアトランタス
- リトアニア・カップ 優勝 : 2001[1]

## 指導歴
- 2004年 - 2021年 FC町田ゼルビア
  - 2004年 - 2012年 トップチーム コーチ
  - 2013年 - 2021年 ユース 監督
- 2022年 ラインメール青森 ヘッドコーチ[7]
- 2023年 栃木SC ヘッドコーチ
- 2024年 - 大分トリニータ
  - 2024年 - 2025年8月 ヘッドコーチ
  - 2025年8月 - トップチーム 監督